# U-642 (tàu ngầm Đức)
U-642 là một tàu ngầm tấn công  Lớp Type VII thuộc phân lớp Type VIIC được Hải quân Đức Quốc Xã chế tạo trong Chiến tranh Thế giới thứ hai. Nhập biên chế năm 1942, nó đã thực hiện được bốn chuyến tuần tra và đánh chìm được một tàu buôn tải trọng 2.125 GRT. U-642 bị đánh chìm tại Địa Trung Hải bởi một cuộc không kích của Không lực 15, Không lực Lục quân Hoa Kỳ tại cảng Toulon, Pháp vào ngày 5 tháng 7, 1944.

## Thiết kế và chế tạo

### Thiết kế

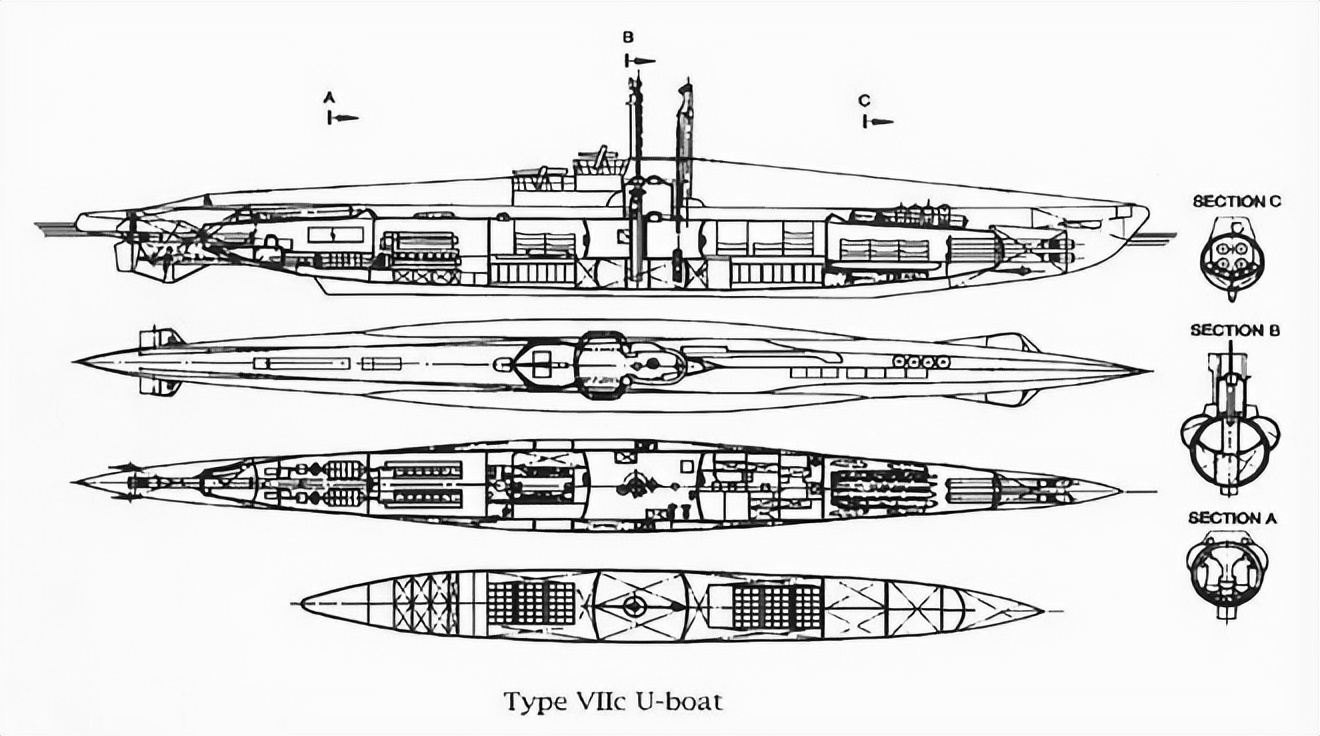
Sơ đồ các mặt cắt một tàu ngầm Type VIIC

Phân lớp VIIC của Tàu ngầm Type VII là một phiên bản VIIB được kéo dài thêm. Chúng có trọng lượng choán nước 769 t (757 tấn Anh) khi nổi và 871 t (857 tấn Anh) khi lặn). Con tàu có chiều dài chung 67,10 m (220 ft 2 in), lớp vỏ trong chịu áp lực dài 50,50 m (165 ft 8 in), mạn tàu rộng 6,20 m (20 ft 4 in), chiều cao 9,60 m (31 ft 6 in) và mớn nước 4,74 m (15 ft 7 in).
Chúng trang bị hai động cơ diesel Germaniawerft F46 siêu tăng áp 6-xy lanh 4 thì, tổng công suất 2.800–3.200 PS (2.100–2.400 kW; 2.800–3.200 bhp), dẫn động hai trục chân vịt đường kính 1,23 m (4,0 ft), cho phép đạt tốc độ tối đa 17,7 kn (32,8 km/h), và tầm hoạt động tối đa 8.500 nmi (15.700 km) khi đi tốc độ đường trường 10 kn (19 km/h). Khi đi ngầm dưới nước, chúng sử dụng hai động cơ/máy phát điện Garbe, Lahmeyer & Co. RP 137/c  tổng công suất 750 PS (550 kW; 740 shp). Tốc độ tối đa khi lặn là 7,6 kn (14,1 km/h), và tầm hoạt động 80 nmi (150 km) ở tốc độ 4 kn (7,4 km/h). Con tàu có khả năng lặn sâu đến 230 m (750 ft).
Vũ khí trang bị có năm ống phóng ngư lôi 53,3 cm (21 in), bao gồm bốn ống trước mũi và một ống phía đuôi, và mang theo tổng cộng 14 quả ngư lôi, hoặc tối đa 22 quả thủy lôi TMA, hoặc 33 quả TMB. Tàu ngầm Type VIIC bố trí một hải pháo 8,8 cm SK C/35 cùng một pháo phòng không 2 cm (0,79 in) trên boong tàu. Thủy thủ đoàn bao gồm 4 sĩ quan và 40-56 thủy thủ.

### Chế tạo
U-642 được đặt hàng vào ngày 20 tháng 1, 1941, và được đặt lườn tại xưởng tàu của hãng Blohm & Voss ở Hamburg vào ngày 19 tháng 11, 1941. Nó được hạ thủy vào ngày 6 tháng 8, 1942, và nhập biên chế cùng Hải quân Đức Quốc Xã vào ngày 1 tháng 10, 1942 dưới quyền chỉ huy của Hạm trưởng, Đại úy Hải quân Herbert Brünning.

## Lịch sử hoạt động

### 1943
Sau khi hoàn tất việc huấn luyện trong thành phần Chi hạm đội U-boat 5, U-642 được điều sang Chi hạm đội U-boat 6 từ ngày 1 tháng 3, 1943 để hoạt động trên tuyến đầu, rồi lại được điều sang Chi hạm đội U-boat 29 từ ngày 1 tháng 12, 1943 để hoạt động tại khu vực Địa Trung Hải cho đến khi bị mất.

#### Chuyến tuần tra thứ nhất
U-642 đã xuất phát từ cảng Kiel, Đức vào ngày 20 tháng 2, 1943 cho chuyến tuần tra đầu tiên trong chiến tranh. Nó đã tiến ra Bắc Hải, rồi băng qua khe GI-UK giữa Iceland và quần đảo Faroe để vòng qua quần đảo Anh và hoạt động ở khu vực Trung tâm Bắc Đại Tây Dương. Vào ngày 8 tháng 3, nó phóng ngư lôi tấn công và đánh chìm chiếc tàu buôn Anh Leadgate 2.125 GRT, vốn bị tụt lại phía sau Đoàn tàu SC-121, ở vị trí khoảng 450 nmi (830 km) về phía Tây Rockall. Chiếc tàu ngầm kết thúc chuyến tuần tra và đi đến cảng St. Nazaire, bên bờ Đại Tây Dương của Pháp đã bị Đức chiếm đóng, đến nơi vào ngày 8 tháng 4.

#### Chuyến tuần tra thứ hai
Chuyến tuần tra thứ hai, cùng xuất phát và kết thúc tại căn cứ St. Nazaire, được U-642 thực hiện từ ngày 4 tháng 5 đến ngày 17 tháng 7 tại khu vực giữa Đại Tây Dương về phía Tây Bắc quần đảo Azores. Trong chặng quay trở về, ở vị trí khoảng 250 nmi (460 km) về phía Tây Lisbon, Bồ Đào Nha vào ngày 9 tháng 7, nó bị một thủy phi cơ PBY Catalina thuộc Liên đội 210 Không quân Hoàng gia Anh thả mìn sâu tấn công; hỏa lực phòng không của U-642 đã bắn rơi kẻ tấn công trước khi lặn khẩn cấp để ẩn nấp, và đã không chịu hư hại.

#### Chuyến tuần tra thứ ba
U-642 có một chuyến đi ngắn từ căn cứ St. Nazaire kéo dài hai ngày, trước khi khởi hành từ đây vào ngày 18 tháng 10 cho chuyến tuần tra thứ ba, với nhiệm vụ chuyển sang hoạt động trong khu vực Địa Trung Hải. Sau khi thành công trong việc băng qua eo biển Gibraltar được lực lượng Đồng Minh canh phòng nghiêm ngặt vào ngày 2 tháng 11, chiếc tàu ngầm đi đến căn cứ mới tại Toulon ở miền Nam nước Pháp vào ngày 13 tháng 11.

### 1944

#### Chuyến tuần tra thứ tư
U-642 thực hiện chuyến tuần tra thứ tư, cùng xuất phát và kết thúc tại cảng Toulon, diễn ra từ ngày 22 tháng 12, 1943 đến ngày 23 tháng 1, 1944. Chiếc tàu ngầm đã hoạt động ngoài khơi bờ biển Địa Trung Hải của Algérie và trong biển Tyrrhenum giữa bán đảo Ý và đảo Sicilia.

#### Bị mất
Trong một cuộc không kích của Không lực 15 Không lực Lục quân Hoa Kỳ nhắm vào cảng Toulon, Pháp vào ngày 5 tháng 7, 1944, U-642 bị đánh chìm tại tọa độ 43°07′B 05°55′Đ / 43,117°B 5,917°Đ. Không có tổn thất nhân mạng đối với chiếc tàu ngầm trong cuộc không kích này. Xác tàu đắm được trục vớt vào ngày 12 tháng 4, 1945 và tháo dỡ vào năm 1946.

### "Bầy sói" tham gia
U-642 từng tham gia chín bầy sói:
- Neuland (4 – 6 tháng 3, 1943)
- Ostmark (6 – 11 tháng 3, 1943)
- Stürmer (11 – 20 tháng 3, 1943)
- Seewolf (21 – 30 tháng 3, 1943)
- Oder (17 – 19 tháng 5, 1943)
- Mosel (19 – 24 tháng 5, 1943)
- Trutz (1 – 16 tháng 6, 1943)
- Trutz 1 (16 – 29 tháng 6, 1943)
- Geier 3 (30 tháng 6 – 15 tháng 7, 1943)

### Tóm tắt chiến công
U-642 đã đánh chìm được một tàu buôn tải trọng 2.125 GRT:
| Ngày            | Tên tàu  | Quốc tịch      | Tải trọng | Số phận      |
| --------------- | -------- | -------------- | --------- | ------------ |
| 8 tháng 3, 1943 | Leadgate | United Kingdom | 2.125     | Bị đánh chìm |